# Cleistanthus willmannianus
Cleistanthus willmannianus är en emblikaväxtart som beskrevs av J.Leonard. Cleistanthus willmannianus ingår i släktet Cleistanthus och familjen emblikaväxter.
Artens utbredningsområde är Gabon. Inga underarter finns listade i Catalogue of Life.